# Pital
Pital é um município da Colômbia, localizado no departamento de Huila.